# Mieczysław Strzelbicki
Mieczysław Jan Strzelbicki herbu Sas (ur. 3 stycznia 1857 w Dubiecku, zm. 25 września 1922 w Dąbrówce Polskiej) – polski urzędnik, c. k. starosta, radca namiestnictwa, ziemianin.

## Życiorys
Mieczysław Jan Strzelbicki urodził się 3 stycznia 1857 w Dubiecku jako syn Józefa i Celestyny z domu Bochniewicz. Wywodził się z rodu Strzelbickich herbu Sas, określanego jako rusko-polski bądź polsko-ruski, w którym często męscy przedstawiciele byli duchownymi w obrządku greckokatolickim, a ich żony pochodziły ze sfer polskiej szlachty wyznania rzymskokatolickiego. Prawdopodobnie ojciec Mieczysława zerwał z rodową tradycją wchodzenia w greckokatolicki stan duchowny, przeszedł na obrządek rzymskokatolicki i poczuwał się Polakiem.

### Kariera zawodowa
W okresie zaboru austriackiego w ramach autonomii galicyjskiej wstąpił do c. k. służby cywilnej. Od około 1879 był praktykantem konceptowym przy c. k. Namiestnictwie. W tej randze od około 1882 był przydzielony do urzędu c. k. starostwa powiatu przemyskiego. Od około 1885 ponownie pracował w c. k. Namiestnictwia jako praktykant konceptowy, a od około 1889 jako koncepista. Od około 1890 był komisarzem w urzędzie c. k. starostwa powiatu stryjskiego. Równolegle ze sprawowaniem tego stanowiska pełnił funkcję komisarza rządowego w Kasie Oszczędności miasta Stryj. Od około 1894 był komisarzem w urzędzie c. k. starostwa powiatu dobromilskiego, od około 1895 był komisarzem w urzędzie c. k. starostwa powiatu bialskiego, od około 1898 był komisarzem w urzędzie c. k. starostwa powiatu złoczowskiego. Od około 1899 był sekretarzem namiestnictwa w c. k. Namiestnictwie. W tej randze od około 1900 pełnił stanowisko kierownika urzędu c. k. starostwa powiatu kamioneckiego wobec opróżnienia posady tamtejszego starosty, a od około 1901 był etatowym starostą kamioneckim. Równolegle ze sprawowaniem tego stanowiska był przewodniczącym c. k. Rady Szkolnej Okręgowej w Kamionce Strumiłowej. Od początku 1908 sprawował posadę starosty c. k. powiatu nowosądeckiego, od około 1909 z tytułem i charakterem rady namiestnictwa, także podczas I wojny światowej od 1914 do 1918, jednak początkowo (wobec inwazji wojsk nieprzyjacielskich) tymczasowo przebywał na południu Austro-Węgier, po czym powrócił do sprawowania posady w Nowym Sączu. Równolegle ze sprawowaniem tego stanowiska był przewodniczącym c. k. Rady Szkolnej Okręgowej w Nowym Sączu. Około roku 1918 został przeniesiony w stan spoczynku. Jako starosta kamionecki i nowosądecki był ceniony za swoje zalety urzędnika. Tuż po objęciu posady w Nowym Sączu skutecznie uporał się z buntem wśród robotników kolejowych o zabarwieniu socjalistycznym, wskutek czego manifestacja 1-majowa miała spokojny przebieg.
Po odzyskaniu przez Polskę niepodległości i nastaniu II Rzeczypospolitej w 1921 został powołany na liście znawców z zawodu gospodarstwa wiejskiego dla oszacowania przedmiotów i gruntów, mogących ulec wywłaszczeniu dla kolei żelaznej oraz do wyznaczenia wynagrodzeń za wywłaszczenie praw wodnych.

### Życie prywatne

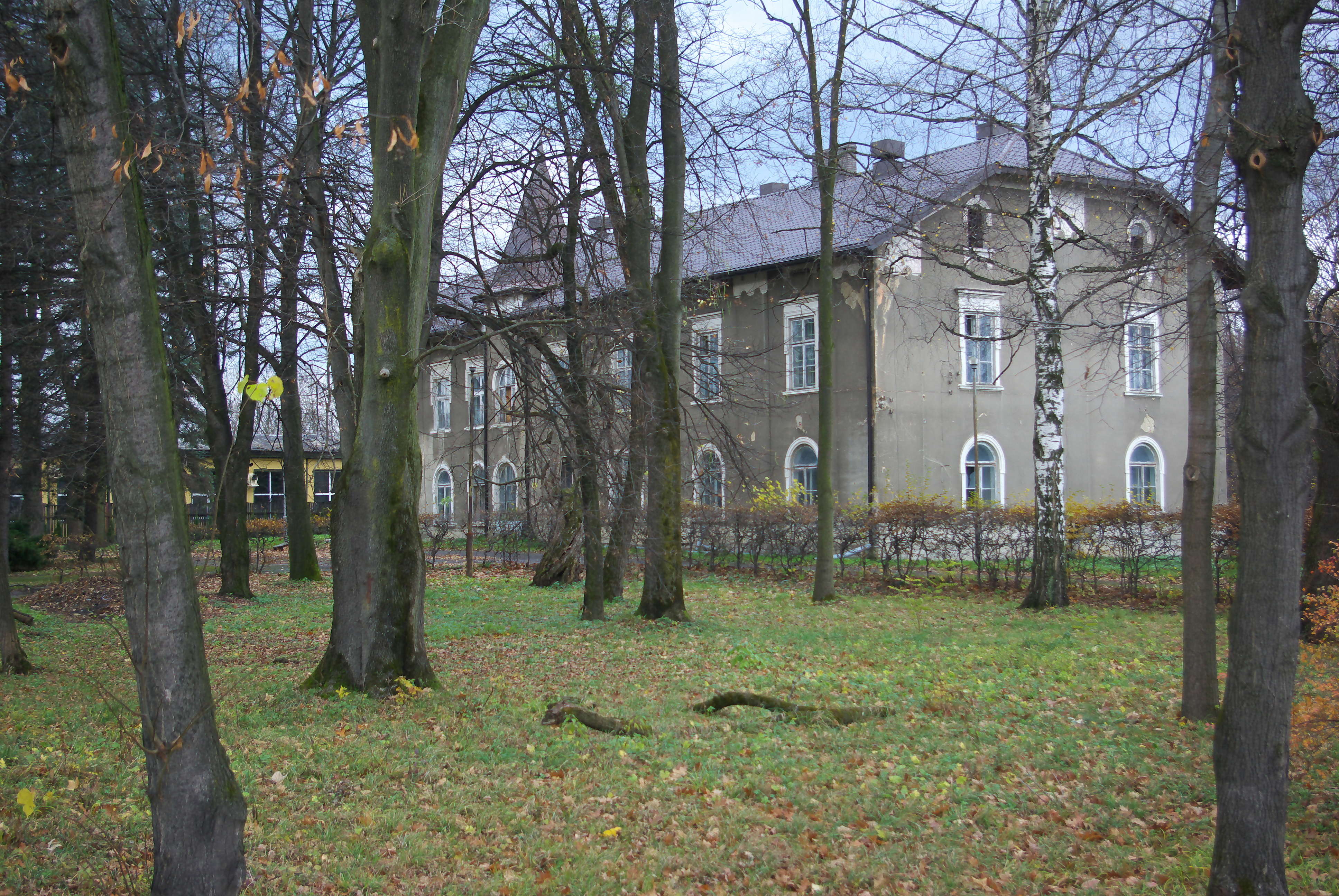
Dwór w Dąbrówce Polskiej

Mieczysław Strzelbicki ożenił się z Marią Antoniną Józefą z domu Ścibor-Rylską, córką Stanisława i Stefanii z domu Bronikowskiej, pochodzących z ziemi sanockiej. Rodzina Strzelbickich zamieszkiwała w różnych miejscowościach w zależności od miejsca pracy urzędniczej Mieczysława Strzelbickiego, w tym w Kamionce Strumiłowej, gdzie Strzelbiccy posiadali gospodarstwo. Prócz tego posiadali majątek pod Sanokiem, jako że Józefa Rylska zbyła Dąbrówkę Polską i Dąbrówkę Ruską na rzecz Marii Strzelbickiej, według różnych wersji w 1904 lub w sierpniu 1905. Mieczysław i Maria Strzelbiccy mieli czworo dzieci: córki Stefanię Marię Salomeę (1902-1988, po mężu Skwarczyńska, teoretyk i historyk literatury, teatrolog, profesor zwyczajny), Janinę Mieczysławę Florentynę (1904-1927, absolwentka studiów filozofii, zmarła na gruźlicę) oraz synów Stanisława Józefa Franciszka (1906-1938, podporucznik 9 Pułku Strzelców Konnych, zginął podczas manewrów wojskowych w Ceranowie) i Mariana Tadeusza Józefa (1908-1940, inżynier, podporucznik rezerwy Wojska Polskiego, ofiara zbrodni katyńskiej). Jego żona Maria zmarła w połowie stycznia 1908, wkrótce po urodzeniu ich syna Mariana (3 stycznia). Po tym wydarzeniu, nie będąc w stanie dalej przebywać w Kamionce, na własną prośbę został przeniesiony jako starosta do Nowego Sącza (gdzie wówczas w jako jedynym powiecie galicyjskim była opróżniona posada starosty), dokąd rodzina Strzelbickich przeprowadziła się mniej więcej pod koniec marca 1908. Po śmierci Marii Strzelbickiej dobra w Dąbrówce odziedziczyły jej dzieci jako małoletni spadkobiercy, zaś jej mąż Mieczysław został zarządcą tego majątku. W marcu 1908 pojawiły się w Sanoku pogłoski, jakoby Strzelbicki zamierzał rozparcelować ziemię pomiędzy chłopów ruskich celem uzyskania potem większej ceny ze sprzedaży całości, czemu sam zainteresowany zaprzeczył. Wychowaniem czworga osieroconych dzieci Strzelbickich zajęła się siostra cioteczna Marii Strzelbickiej i tym samym szwagierka Mieczysława, Maria Parczewska (1869-1939), który zamieszkała z nimi. W 1911 właścicielami tabularnymi Dąbrówki Polskiej byli St. I. i St. Strzelbiccy, którzy posiadali 124 ha. Około 1911, po przebyciu ciężkiej choroby, w ramach rekonwalescencji został skierowany przez lekarzy na południe Euripy, gdzie udał się z czworgiem dzieci oraz M. Parczewską (odwiedzili wówczas Wiedeń, Wenecję, Genuę, Cannes, Niceę). W maju oraz na przełomie września/października 1911 Strzelbicki przebywał w sanatorium w Krynicy-Zdroju.
Przed 1914 Mieczysław Strzelbicki był członkiem oddziału C. K. Galicyjskiego Towarzystwa Gospodarskiego w Sanoku. Po wybuchu I wojny światowej w 1914, w obliczu zbliżania się wojsk nieprzyjacielskich ewakuował dzieci z Nowego Sącza na teren Austrii, wpierw do Bad Ischl, a wiosną 1915 do Gmunden. Później w trakcie wojny rodzina powróciła do Nowego Sącza i Strzelbicki nadal sprawował urząd starosty powiatu nowosądeckiego.
Po jego przejściu na emeryturę w 1918 osiadł wraz z rodziną osiadła na stałe w Dąbrówce Polskiej pod Sanokiem, zamieszkując w tamtejszym dworze. Strzelbicki dokonał ponownie prac renowacyjnych dworu po zniszczeniach wojennych. Majątek w Dąbrówce Polskiej – poza dworem i ogrodem – wynajął, celem uzyskania zysku. Zajmował się gospodarowaniem na ziemi, zyskując szacunek okolicznej ludności zajmującej się rolnictwem. Został obdarzony funkcją przewodniczącego okręgowego Towarzystwa Gospodarskiego. Do końca życia figurował jako właściciel ziemski. Od roku szkolnego 1918/1919 cała czwórka jego dzieci kształciła w Państwowym Gimnazjum im. Królowej Zofii w Sanoku i wszyscy z nich zostali absolwentami tej szkoły.

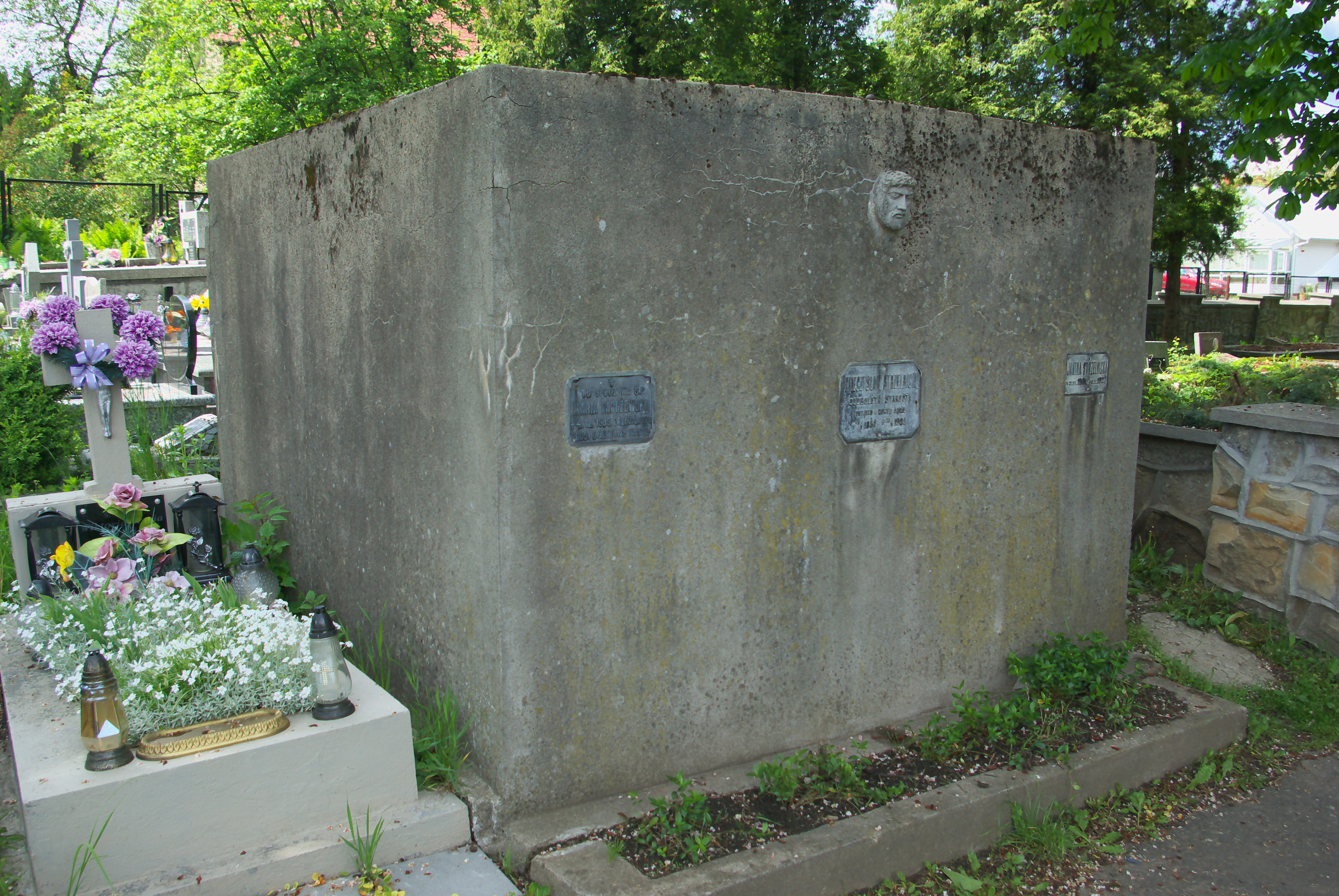
Grobowiec rodziny Strzelbickich w Sanoku

We wspomnieniach swojej córki Stefanii, Mieczysław Strzelbicki był określany jako pozytywista, niezbyt religijny, politycznie ukierunkowany w stronę obozu demokratycznego, z sympatiami dla socjalistów oraz stanu robotniczego. Pasjonował się sztuką, w tym malarstwem, zarówno w Nowym Sączu jak i w Dąbrówce Polskiej, posiadał spore zbiory obrazów, abonował wydawnictwa branżowe w tym zakresie. Przed 1914 dokonał renowacji dworu, w tym pochodzących nawet sprzed XVIII mebli, jednak zarówno obiekty dworskie, jak i obrazy i meble uległy zniszczeniu podczas I wojny światowej. Podobnie w tym czasie stracił wyposażenie swojego mieszkania w Nowym Sączu, kiedy był zmuszony opuścić to miasto. Przyjacielem rodziny Strzelbickich był prof. Józef Mehoffer, który w 1934 spędzał w majątku wypoczynek.
5 sierpnia 1922 jego córka Stefania poślubiła kapitana Wojska Polskiego, Tadeusza Skwarczyńskiego. Niedługo potem Mieczysław Strzelbicki zmarł 25 września 1922 w Dąbrówce Polskiej. Został pochowany w grobowcu rodzinnym na cmentarzu przy ul. Rymanowskiej w Sanoku 27 września 1922. Trumnę z jego ciałem nieśli podlegający mu dąbrowieccy włościanie.

## Odznaczenia
austro-węgierskie
- Odznaka Honorowa Czerwonego Krzyża II klasy z dekoracją wojenną (1917, za zasługi dla Stowarzyszenia „Czerwonego Krzyża” podczas wojny)[67]
- Medal Jubileuszowy Pamiątkowy dla Cywilnych Funkcjonariuszów Państwowych[14][22][23].
- Krzyż Jubileuszowy dla Cywilnych Funkcjonariuszów Państwowych[22][23]